# Mistrzostwa Świata w Lekkoatletyce 2011 – trójskok kobiet
Trójskok kobiet – jedna z konkurencji rozgrywanych podczas lekkoatletycznych mistrzostw świata na Daegu Stadium w Daegu. 
Obrończynią tytułu mistrzowskiego z 2009 roku jest Kubanka Yargelis Savigne. Ustalone przez IAAF minima kwalifikacyjne do mistrzostw wynosiły 14,30 (minimum A) oraz 14,10 (minimum B). 

## Terminarz
| Data        | Godzina |            |
| ----------- | ------- | ---------- |
| 30 sierpnia | 11:45   | Eliminacje |
| 1 września  | 19:30   | Finał      |

## Rekordy
Tabela prezentuje rekord świata, rekordy poszczególnych kontynentów, mistrzostw świata, a także najlepszy rezultat na świecie w sezonie 2011 przed rozpoczęciem mistrzostw.
|                                                | Zawodnik                           | Wynik | Miejsce      | Data                                    |
| ---------------------------------------------- | ---------------------------------- | ----- | ------------ | --------------------------------------- |
| Rekord świata                                  | Inesa Kraweć                       | 15,50 | Göteborg     | 10 sierpnia 1995(dts)                   |
| Listy światowe                                 | Yargelis Savigne Caterine Ibargüen | 14,99 | Paryż Bogota | 8 lipca 2011(dts) 13 sierpnia 2011(dts) |
| Rekord mistrzostw świata                       | Inesa Kraweć                       | 15,50 | Göteborg     | 10 sierpnia 1995(dts)                   |
| Rekord Afryki                                  | Françoise Mbango Etone             | 15,39 | Pekin        | 17 sierpnia 2008(dts)                   |
| Rekord Azji                                    | Olga Rypakowa                      | 15,25 | Split        | 4 września 2010(dts)                    |
| Rekord Ameryki Północnej, Środkowej i Karaibów | Yamilé Aldama                      | 15,29 | Rzym         | 11 lipca 2003(dts)                      |
| Rekord Ameryki Południowej                     | Caterine Ibargüen                  | 14,99 | Bogota       | 13 sierpnia 2011(dts)                   |
| Rekord Europy                                  | Inesa Kraweć                       | 15,50 | Göteborg     | 10 sierpnia 1995(dts)                   |
| Rekord Australii i Oceanii                     | Nicole Mladenis                    | 14,04 | Hobart       | 9 marca 2002(dts)                       |

## Rezultaty

### Eliminacje
| Poz. | Grupa | Zawodnik                | Reprezentacja     | #1    | #2    | #3    | Rezultat | Uwagi |
| ---- | ----- | ----------------------- | ----------------- | ----- | ----- | ----- | -------- | ----- |
| 1    | B     | Yargeris Savigne        | Kuba              | 14,32 | 14,40 | 14,62 | 14,62    | Q     |
| 2    | A     | Mabel Gay               | Kuba              | 14,21 | 14,53 |       | 14,53    | Q     |
| 3    | A     | Caterine Ibargüen       | Kolumbia          | 14,52 |       |       | 14,52    | Q     |
| 4    | A     | Olha Saładucha          | Ukraina           | 14,40 | 14,36 | 14,35 | 14,40    | q     |
| 5    | B     | Yamilé Aldama           | Wielka Brytania   | 14,35 | 14,20 | X     | 14,35    | q,    |
| 6    | B     | Olga Rypakowa           | Kazachstan        | X     | 14,33 | X     | 14,33    | q     |
| 7    | A     | Anna Kuropatkina        | Rosja             | 14,05 | X     | 14,31 | 14,31    | q     |
| 8    | B     | Baya Rahouli            | Algieria          | 14,30 | 13,95 | X     | 14,30    | q     |
| 9    | B     | Dana Veldáková          | Słowacja          | X     | 14,28 | X     | 14,28    | q     |
| 10   | A     | Natala Jastrebowa       | Ukraina           | 13,94 | 14,07 | 14,21 | 14,21    | q     |
| 11   | B     | Biljana Topić           | Serbia            | 14,03 | 13,93 | 14,21 | 14,21    | q,    |
| 12   | A     | Keila Costa             | Brazylia          | 13,50 | 14,02 | 14,15 | 14,15    | q     |
| 13   | A     | Yarianna Martínez       | Kuba              | 14,07 | 13,92 | X     | 14,07    |       |
| 14   | B     | Kimberly Williams       | Jamajka           | 13,10 | 14,06 | 14,03 | 14,06    |       |
| 15   | A     | Simona La Mantia        | Włochy            | 14,06 | X     | X     | 14,06    |       |
| 16   | B     | Paraskeví Papahrístou   | Grecja            | 13,71 | 14,05 | X     | 14,05    |       |
| 17   | A     | Irina Litvinenko Ektova | Kazachstan        | 13,66 | 13,57 | 14,01 | 14,01    |       |
| 18   | B     | Anastasija Żurawlowa    | Uzbekistan        | 14,00 | 13,82 | 13,79 | 14,00    |       |
| 19   | A     | Mayookha Johny          | Indie             | 13,64 | 13,99 | 13,79 | 13,99    |       |
| 20   | A     | Níki Panéta             | Grecja            | 12,87 | 13,75 | 13,97 | 13,97    |       |
| 21   | A     | Marija Šestak           | Słowenia          | X     | 13,87 | X     | 13,87    |       |
| 22   | A     | Valeriya Kanatova       | Uzbekistan        | 13,86 | 13,72 | 13,75 | 13,86    |       |
| 23   | B     | Dailenys Alcántara      | Kuba              | 13,66 | 13,78 | X     | 13,78    |       |
| 24   | B     | Aleksandra Kotlyarova   | Uzbekistan        | 13,49 | 13,78 | X     | 13,78    |       |
| 25   | B     | Xie Limei               | Chiny             | 13,55 | 13,74 | 13,75 | 13,75    |       |
| 26   | B     | Andriana Bynowa         | Bułgaria          | 13,34 | 13,63 | 13,66 | 13,66    |       |
| 27   | A     | Patricia Mamona         | Portugalia        | 13,48 | 13,27 | 13,59 | 13,59    |       |
| 28   | B     | Anna Jagaciak           | Polska            | 13,57 | 13,57 | X     | 13,57    |       |
| 29   | A     | Li Yanmei               | Chiny             | X     | X     | 13,52 | 13,52    |       |
| 30   | A     | Jung Hye-kyung          | Korea Południowa  | X     | 11,35 | 13,50 | 13,50    |       |
| 31   | A     | Amanda Smock            | Stany Zjednoczone | X     | 13,48 | 13,37 | 13,48    |       |
| 32   | B     | Rusłana Cychoćka        | Ukraina           | X     | X     | 13,28 | 13,28    |       |
| 33   | B     | Sarah Nambawa           | Uganda            | 11,65 | 13,22 | 13,19 | 13,22    |       |
| 34   | B     | Patricia Sarrapio       | Hiszpania         | X     | 13,11 | 13,12 | 13,12    |       |

### Finał
| Poz. | Zawodnik          | Reprezentacja   | #1    | #2    | #3    | #4    | #5    | #6    | Wynik | Uwagi                     |
| ---- | ----------------- | --------------- | ----- | ----- | ----- | ----- | ----- | ----- | ----- | ------------------------- |
|      | Olha Saładucha    | Ukraina         | 14,94 | 13,64 | 14,68 | 14,65 | 14,22 | 14,48 | 14,94 |                           |
|      | Olga Rypakowa     | Kazachstan      | X     | 14,72 | X     | X     | 14,89 | 14,54 | 14,89 |                           |
|      | Caterine Ibargüen | Kolumbia        | 14,64 | 14,67 | 13,76 | 14,81 | 14,84 | 14,80 | 14,84 |                           |
| 4    | Mabel Gay         | Kuba            | 14,45 | 14,31 | X     | 14,53 | 14,67 | 14,18 | 14,67 | Rekord życiowy            |
| 5    | Yamilé Aldama     | Wielka Brytania | 14,50 | X     | X     | X     | X     | 14,33 | 14,50 | Najlepszy wynik w sezonie |
| 6    | Yargeris Savigne  | Kuba            | 14,43 | X     | X     | -     | -     | -     | 14,43 |                           |
| 7    | Anna Kuropatkina  | Rosja           | 13,89 | 14,23 | X     | 14,09 | X     | 14,06 | 14,23 |                           |
| 8    | Baya Rahouli      | Algieria        | 13,95 | 13,79 | 14,12 | X     | 14,03 | 13,97 | 14,12 |                           |
| 9    | Natala Jastrebowa | Ukraina         | 13,34 | 13,89 | 14,12 |       |       |       | 14,12 |                           |
| 10   | Biljana Topić     | Serbia          | 14,03 | 13,84 | X     |       |       |       | 14,03 |                           |
| 11   | Dana Veldáková    | Słowacja        | 13,96 | X     | X     |       |       |       | 13,96 |                           |
| 12   | Keila Costa       | Brazylia        | 13,71 | X     | 13,72 |       |       |       | 13,72 |                           |